# John Pitti
John Francis Pitti Hernández, né le 2 août 1978, est un arbitre professionnel panaméen de football.

## Carrière
Depuis 2012, il est un international pour la FIFA. Il arbitre des matches de la Ligue des champions de la CONCACAF.